# Carlo Bergonzi (tenor)
Carlo Bergonzi (ur. 13 lipca 1924 w Vidalenzo, zm. 25 lipca 2014 w Mediolanie) – włoski śpiewak operowy, tenor liryczny znany przede wszystkim z wykonywania repertuaru Verdiego, zwłaszcza jego mniej znanych oper.

## Życiorys
Bergonzi rozpoczął naukę śpiewu operowego w wieku 14 lat. Przerwała ją II wojna światowa, którą spędził internowany w obozie niemieckim. Po wojnie kontynuował naukę w Konserwatorium im. Arrigo Boito w Parmie. Początkowo występował jako baryton, śpiewając m.in. jako Figaro w Cyruliku sewilskim, Doktor Malatesta w Don Pasquale, Enrico w Łucji z Lammermooru, Silvio w Pajacach, Alfio w Rycerskości wieśniaczej, Sonora w Dziewczynie ze Złotego Zachodu i Lescaut w Manon Lescaut. W latach 1948–1951, poprzez intensywne ćwiczenia głosu, dokonał istotnych zmian w jego brzmieniu i skali i w 1951 r. zadebiutował jako tenor w roli Andrei Chéniera w operze Umberto Giordano pod tym samym tytułem. W tym samym roku, z okazji 50 rocznicy śmierci Verdiego, telewizja RAI zaangażowała Bergonziego do cyklu nagrań mniej znanych oper, takich jak I due Foscari, Joanna d’Arc i Simon Boccanegra.
W 1953 r. po raz pierwszy zaśpiewał w La Scali w roli Don Alvara w Mocy przeznaczenia, a dwa lata później zagrał Radamesa w Aidzie, którą rolę wykreował także w Metropolitan Opera. W 1962 r. zadebiutował w Covent Garden ponownie jako Don Alvaro. Był szczególnie ceniony za piękno śpiewanej frazy, legato i świetną dykcję. Przez lata 70. kontynuował występy na najważniejszych światowych scenach, w latach 80. koncentrował się bardziej na recitalach. W 1996 r. Bergonzi zaśpiewał w czasie uroczystej gali z okazji dwudziestopięciolecia pracy dyrygenta Metropolitan Opera Jamesa Levine’a. Dwa lata później zakończył karierę. Następnie pracował w Accademia Verdiana, uczył m.in. Salvatore Licitrę.

## Wybrane partie operowe
- Andrea Chénier w operze pod tym samym tytułem
- Canio w Pajacach
- Alvaro w Mocy przeznaczenia
- Riccardo w Balu maskowym
- Gabriele Adorno w Simonie Boccanegra
- Faust w operze pod tym samym tytułem
- Faust w Mefistofelesie
- Pinkerton w Madame Butterfly
- Książę w Rigolettcie
- Radames w Aidzie
- Cavaradossi w Tosce
- kawaler des Grieux w Manon Lescaut
- Kalaf w Turandot
- Don Jose w Carmen
- Manrico w Trubadurze
- Turiddu w Rycerskości wieśniaczej
- Nemorino w Napoju miłosnym
- Enzo w Giocondzie
- Carlos w Don Carlosie

## Odznaczenia
- 1977 – Wielki Oficer Orderu Zasługi Republiki Włoskiej[2]
- 2011 – Kawaler Krzyża Wielkiego Orderu Zasługi Republiki Włoskiej[3]